# اورموك
اورموك (بالإنجليزية: Ormoc) هي مدينة في الفلبين، تتبع مقاطعة ليتة، بلغ عدد سكانها 215٬031  نسمة، في 1 أغسطس 2015، تبلغ مساحتها 613٫60 كيلومتر مربع، رمزها البريدي هو 6541.

## الموقع
تشترك في الحدود مع:
- Matag-ob [الإنجليزية]‏
- Burauen [الإنجليزية]‏
- Dagami [الإنجليزية]‏.

## أعلام
- جوهنريل كاسيميرو
- شيكو لانيتي